# Fescennia
Fescennia était une ancienne cité d'origine étrusque, probablement située au nord de l'actuelle Corchiano, à 10 km environ au nord-ouest de Civita Castellana, en Italie centrale. 
La via Amerina la traverse. Outre un site propice à une installation antique, le site a livré de riches tombes, ainsi que des vestiges de deux ponts. Les vers Fescennins tiraient leur nom de cette cité.